# Гармония (фильм)
«Гармония» — советский художественный фильм 1977 года режиссёра Виктора Живолуба, снятый на Свердловской киностудии в 1977 году. Производственная драма по оригинальному сценарию Александра Горохова.

## Сюжет
Производственная комиссия отклонила опытный образец нового серийного трактора. Созданы три группы, которые в короткий срок должны представить свои варианты прототипа будущей машины.
Опытный дизайнер Герман Бакланов находится в состоянии постоянного конфликта с руководством конструкторского бюро. По результатам опроса эксплуатантов, он получил представление о характерных конструктивных недостатках используемой техники и мечтает создать современный трактор, на котором будет удобно и приятно работать. Его конкуренты, группы Барановой и Харина, пошли по более простому пути незначительных доработок базовой модели.
В конкурсе, благодаря принципиальному вмешательству начальника КБ Флягина, победила талантливая и гармоничная работа Бакланова-Неверовой. Её признали перспективной, но требующей значительного обновления имеющегося на заводе оборудования. Учитывая реальные экономические условия, директор предложил в производство трактор Харина. Начальник КБ Флягин обещал бороться за модель Бакланова. В последних кадрах фильма показан в работе трактор Бакланова…

## В ролях
- Юрий Каморный — Герман Алексеевич Бакланов
- Михаил Глузский — Иван Борисович Флягин, начальник КБ
- Антонина Лефтий — Людмила Неверова, инженер-конструктор
- Андрей Праченко — Виктор Алфимов, молодой специалист
- Нина Гребешкова — Баранова Лариса Павловна, заместитель начальника КБ
- Владимир Сичкарь — Геннадий Харин, ученик Флягина
- Анатолий Соловьёв — Кротов, директор завода
- Ольга Гудкова — Ольга Неверова, сестра Людмилы
- Валентин Грудинин — тракторист
- Владимир Кадочников — эксперт-экономист на конкурсе тракторов
- Александр Белина — эпизод
- Виктор Демерташ — эпизод
- Галина Умпелева — эпизод

## Съёмочная группа
- Сценарист: Александр Горохов
- Режиссёр: Виктор Живолуб
- Оператор: Геннадий Трубников
- Композитор: Геннадий Подэльский
- Художники: И. Грачёва (по костюмам), И. Колесникова (по гриму)